# Journal of Comparative Economics
Das Journal of Comparative Economics ist eine quartalsweise erscheinende wissenschaftliche Zeitschrift zu volkswirtschaftlichen Themen. Es ist eine von zwei von der Association for Comparative Economic Studies herausgegebenen Journals. Ihr Schwerpunkt liegt auf Analysen der Vergleichenden Systemforschung, also dem Vergleich unterschiedlicher ökonomischer Systeme wie Marktwirtschaft und Sozialismus. Es wurde 1977 von John Michael Montias gegründet.

## Ausrichtung
Das Journal of Comparative Economics ist im Geiste des Gründers John Michael Montias der vergleichenden Systemforschung gewidmet. Bis 1989 lag der Schwerpunkt der Beiträge dementsprechend auf der Analyse unterschiedlicher sozialistischer Wirtschaftssysteme. Anschließend wechselte der Fokus auf die Transitionsforschung, womit der Übergang zur Marktwirtschaft gemeint ist. Neuerdings veröffentlicht das Journal auch verstärkt Artikel aus der Institutionenökonomik und der Entwicklungsökonomie.

## Redaktion
Die Redaktion wird gemeinsam vom Daniel M. Berkowitz und Gérard Roland geleitet. Sie werden von einer Reihe einfacher Mitglieder unterstützt.

## Rezeption
Combes und Linnemer sortieren das Journal mit Rang 71 von 600 wirtschaftswissenschaftlichen Zeitschriften in die drittbeste Kategorie A ein.